# 国务院重特大生产安全事故责任追究沟通协调工作部际联席会议
国务院重特大生产安全事故责任追究沟通协调工作部际联席会议是中华人民共和国国务院的议事协调机构。

## 历史
2007年9月14日《国务院关于同意建立重特大生产安全事故责任追究沟通协调工作部际联席会议制度的批复》(国函〔2007〕86号)批复同意建立由监察部牵头的重特大生产安全事故责任追究沟通协调工作部际联席会议制度。掌握全国重特大生产安全事故责任追究情况，协调解决责任追究工作中遇到的重大问题；研究制订贯彻落实安全生产法律法规和党中央、国务院关于生产安全事故调查处理方面决策部署的措施，向国务院提出相关工作建议；组织对各地重特大生产安全事故责任追究的落实情况进行检查，督促落实对事故责任人的责任追究决定和建议；承办国务院交办的重特大生产安全事故责任追究工作的其他事项。联席会议办公室设在监察部。

## 成员
- 召集人：陈昌智　　监察部副部长
- 成员：
  - 刘金国　　公安部副部长
  - 郝赤勇　　司法部副部长
  - 王德学　　安全监管总局副局长
  - 张军　　高法院副院长
  - 王振川　　高检院副检察长